# Бача (Илија)
Бача (рум. Bacea) насеље је у Румунији у округу Хунедоара у општини Илија. Oпштина се налази на надморској висини од 196 m.

## Становништво
Према подацима из 2002. године у насељу је живело 371 становника, од којих су сви румунске националности.